# Vouzance
Pour les articles homonymes, voir Vouzance (homonymie).
La Vouzance est une rivière française qui coule dans le département de l'Allier, dans la région Auvergne-Rhône-Alpes, et conflue dans le département de Saône-et-Loire, donc en région Bourgogne-Franche-Comté. C'est un affluent direct de la Loire en rive gauche.
On peut remarquer sur des cartes ou textes anciens qu'elle portait le nom d'Ouzance.

## Géographie
La longueur de son cours d'eau est de 41,3 km.
La Vouzance est un cours d'eau des Basses Marches du Bourbonnais, qui prend sa source dans les contreforts nord-est de la Montagne bourbonnaise. Elle naît sur le territoire de la commune de Loddes, dans le département de l'Allier, entre les lieux-dits la Vernière et les Couérattes, et à 490 m d'altitude.
À sa naissance, elle se dirige vers l'est, puis bientôt vers le nord-est.
Arrivée aux abords de la Loire, entre Luneau et Saint-Léger-sur-Vouzance, son cours s'incurve vers le nord-nord-ouest, et suit dès lors une orientation parallèle à celle du fleuve, dans lequel elle finit par se jeter sur le territoire de la commune de La Motte-Saint-Jean, juste à la limite nord de Molinet, à 224 m d'altitude, un peu en aval (à l'ouest) de la ville de Digoin.

### La Vouzance, une frontière naturelle?
La Vouzance a dû être pendant la période gallo-romaine la frontière entre deux pays distincts qui étaient celui des Boïens ou Arvernes et des Éduens. Il est possible de rapprocher le vieux nom de cette rivière (l'Ouzance) à celui d'ad Ansas que portaient, souvent sur les voies romaines, les stations limitrophes de provinces ou gouvernements.
La Vouzance aurait pu être ensuite la limite provinciale entre le Bourbonnais et la Bourgogne, héritage de la frontière entre les deux peuples celtes (le Bourbonnais pourrait descendre des Boïens et la Bourgogne des Éduens). En effet le nom de la rivière pourrait aussi provenir de l'expression : "Vallis ainsoe" qui signifierait la vallée de la frontière selon l'étymologie. Son parcours semble être la raison qui donnait au duc de Bourgogne Avrilly et sa dépendance, Le Bouchaud, Luneau et une partie de Chassenard.
Il ne faut pas oublier que la partie Est de l'actuel département de l'Allier : les Basses Marches du Bourbonnais, fut un territoire qui mit en rivalité le duc de Bourbon et celui de Bourgogne pour sa possession jusqu'au XIIIe siècle.

### Communes et cantons traversés
Dans les deux départements de l'Allier et de Saône-et-Loire, la Vouzance traverse les neuf communes suivantes,, de l'amont vers l'aval, de Loddes (source), Lenax, Le Bouchaud, Neuilly-en-Donjon, Saint-Didier-en-Donjon, Luneau, Saint-Léger-sur-Vouzance, Molinet et La Motte-Saint-Jean (confluence).
Soit en termes de cantons, la Vouzance prend source dans le canton du Donjon, et traverse le canton de Dompierre-sur-Besbre et conflue dans le canton de Digoin, le tout dans les arrondissements de Vichy et de Charolles.

### Toponyme
La Vouzance a donné son hydronyme à la commune de Saint-Léger-sur-Vouzance.

### Bassin versant
La Vouzance traverse une seule zone hydrographique « La Vouzance & ses affluents » (K141) d'une superficie de 152 km2. Ce bassin versant est constitué à 91,22 % de « territoires agricoles », à 7,52 % de « forêts et milieux semi-naturels », à 1,22 % de « territoires artificialisés ».

## Affluents
La Vouzance a huit tronçons affluents référencés :
- le Lénon (rg[note 2]), 8,4 km, sur les trois communes de Loddes, Lenax, et Neuilly-en-Donjon, avec un affluent de 0,4 km, sur la seule commune de Lenax.
- le Crésançon ou Cresanion[réf. nécessaire] (rg), 11,7 km, sur les trois communes du Donjon, Lenax, et Neuilly-en-Donjon avec deux affluents :
  -  ? (rg), 0,6 km, sur la seule commune du Donjon.
  - les Gouttes Martin (rd), 4 km, sur les deux communes du Donjon, et Lenax.
- le ruisseau des Veillaux (rg), 2,1 km, sur la seule commune de Neuilly-en-Donjon.
- le Picard (rg), 9,2 km, sur les quatre communes de Saint-Didier-en-Donjon, Luneau, Neuilly-en-Donjon, et Le Donjon, avec trois affluents, donc de rang de Strahler deux.
- ? (rd), 0,8 km, sur les deux communes de Luneau, et Saint-Léger-sur-Vouzance.
- un bras donc affluent et défluent (rg), 2 km, sur la seule commune de Saint-Léger-sur-Vouzance.
- la Petite Vouzance (rd), 13 km, de rang de Strahler trois.
- le canal latéral à la Loire, qu'elle traverse de 195,9 km.

### Rang de Strahler
Donc le rang de Strahler est de quatre.

## Hydrologie

### La Vouzance à Saint-Léger-sur-Vouzance
Le débit de la Vouzance a été observé depuis le 1er juin 1997 , à 244 m d'altitude, à Saint-Léger-sur-Vouzance, localité du département de l'Allier située peu avant son confluent avec la Loire. La surface étudiée y est de 131 km2, soit la presque totalité du bassin versant de la rivière, 86 % du bassin versant total de 152 km2.
Le module de la rivière à Saint-Léger-sur-Vouzance est de 0,802 m3/s.
La Vouzance présente des fluctuations saisonnières de débit bien marquées. Les hautes eaux se déroulent en hiver, et se caractérisent par des débits mensuels moyens allant de 0,932 à 1,69 m3/s, de décembre à avril inclus (avec un maximum en janvier). À partir du mois d'avril, le débit moyen diminue progressivement, ce qui mène aux basses eaux d'été-automne. Celles-ci ont lieu de juin à octobre inclus, entraînant une baisse du débit mensuel moyen jusqu'au plancher de 0,193 m3/s au mois de septembre (193 litres par seconde), ce qui reste très confortable pour un cours d'eau de cette taille. Mais ces moyennes mensuelles cachent des fluctuations bien plus prononcées sur de courtes périodes ou selon les années. Des averses violentes ne sont nullement exclues en plein été, telles celles de juillet 2008.

### Étiage ou basses eaux
À l'étiage, c'est-à-dire aux basses eaux, le VCN3, ou débit minimal du cours d'eau enregistré pendant trois jours consécutifs sur un mois, en cas de quinquennale sèche s'établit à 0,018 m3/s, soit 2,3 % du module.

### Crues
Les crues peuvent être assez importantes, compte tenu de la taille du bassin versant de la rivière. Le QIX 2 est de 24 m3/s, le QIX 5 est de 38 m3/s, le QIX 10 est de 47 m3/s et le QIX 20 est de 55 m3/s.
Le débit instantané maximal enregistré à Saint-Léger-sur-Vouzance a été de 42,6 m3/s le 2 mars 2007, tandis que la valeur journalière maximale était de 34,0 m3/s le 3 juillet 2008. La hauteur maximale instantanée a été de 401 cm ce même 3 juillet 2008 à 11h02

### Lame d'eau et débit spécifique
La Vouzance est une rivière assez peu abondante. La lame d'eau écoulée dans son bassin versant est de 166 millimètres par an, ce qui est nettement inférieur à la moyenne d'ensemble de la France tous bassins confondus (plus ou moins 320 millimètres par an, et inférieur également à la moyenne du bassin de la Loire (245 millimètres par an). C'est nettement moindre que la moyenne du bassin versant de la Besbre voisine (402 millimètres par an), ainsi que de l'Acolin (206 millimètres par an). Le débit spécifique (ou Qsp) n'atteint de ce fait que le chiffre assez faible de 5,3 litres par seconde et par kilomètre carré de bassin.

## Aménagements et écologie
A Molinet a été réalisé, entre 1832 et 1835, par l’ingénieur Émile Martin un pont-aqueduc, modifié en 1892, qui permet au canal latéral à la Loire de traverser la Vouzance. Ce pont compte trois arches.

## Galerie

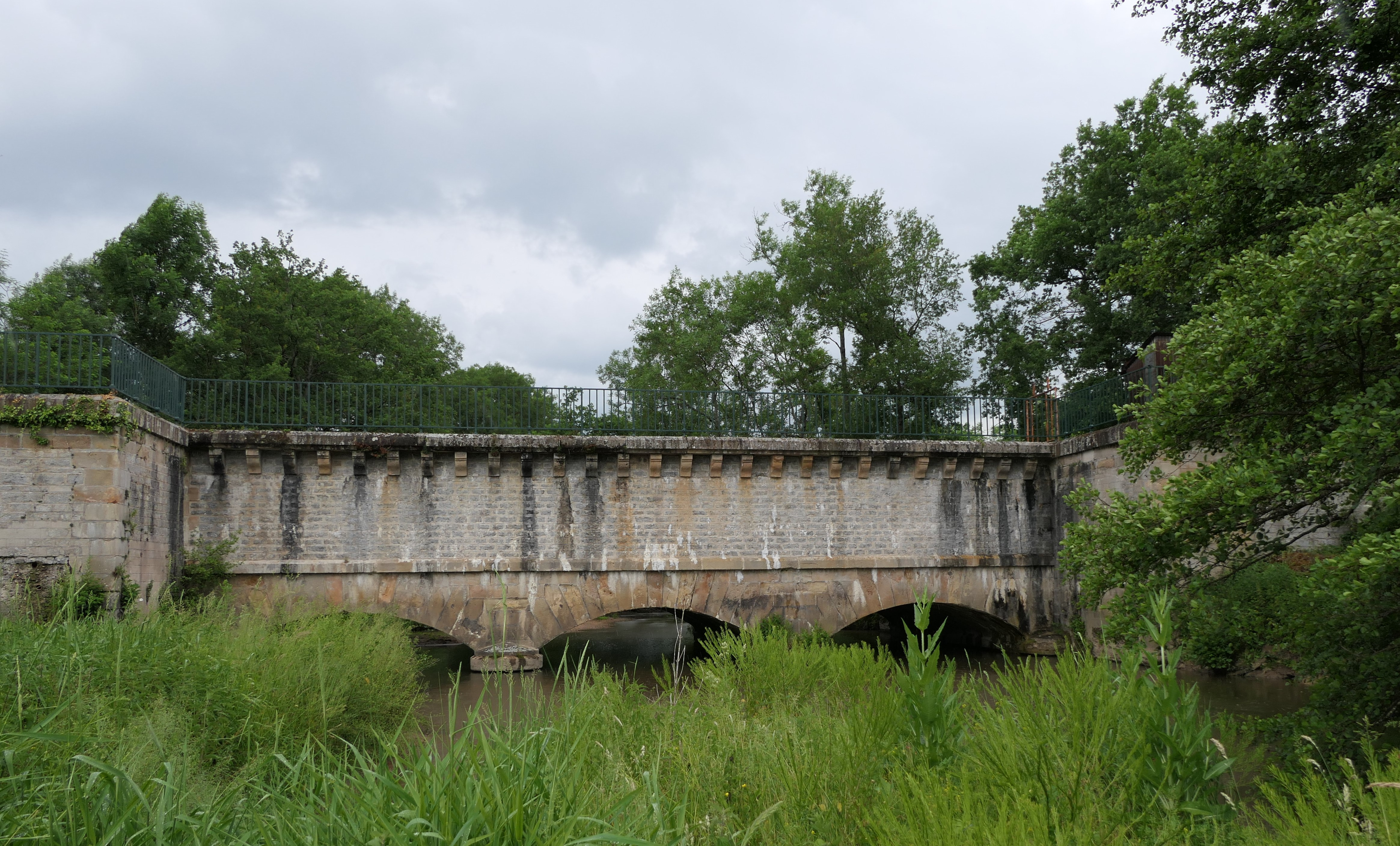
Molinet, Pont-canal de la Vouzance
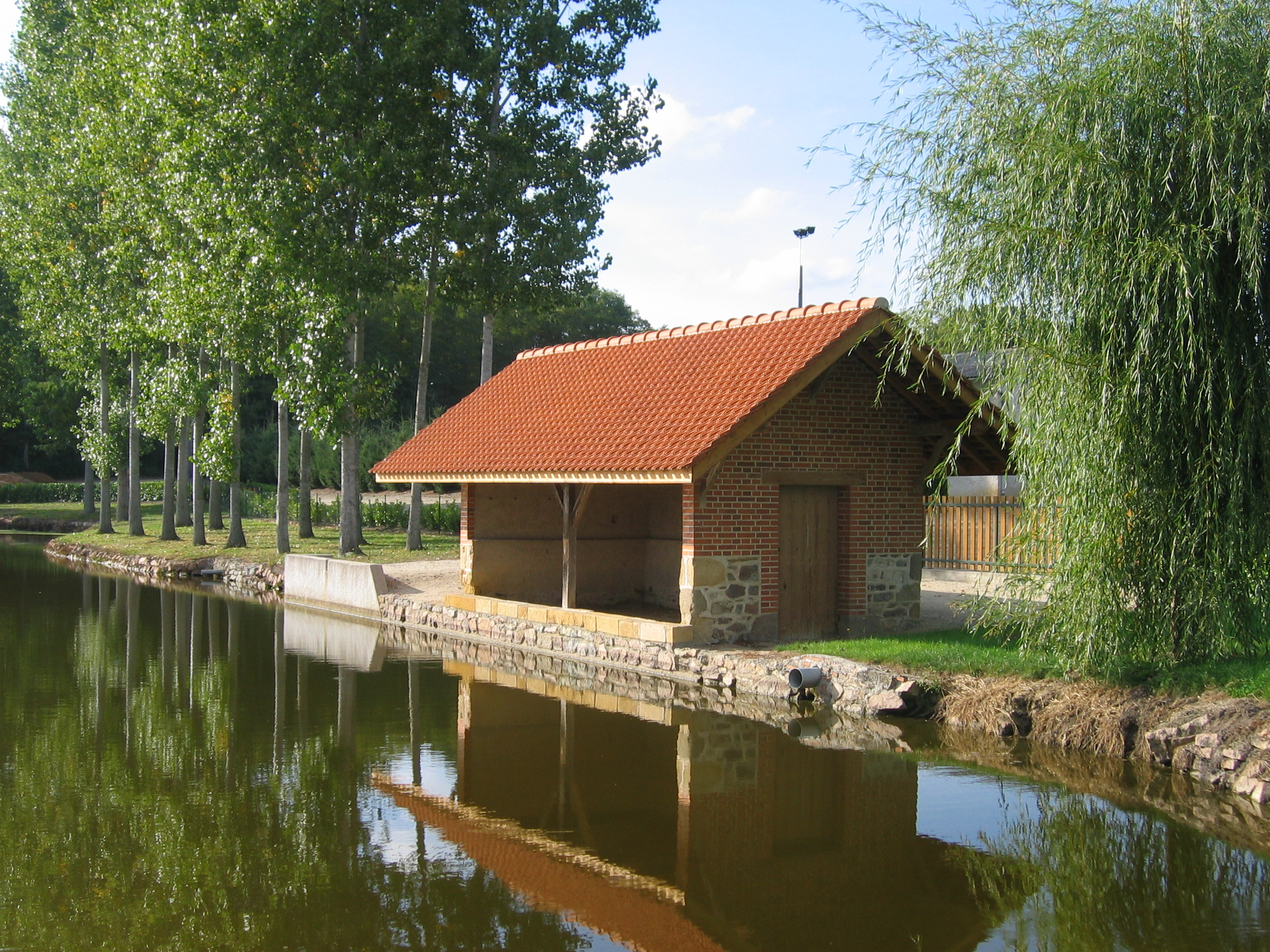
Lavoir des Bécauds à Neuilly-en-Donjon sur la Vouzance